# Domentziolus (neveu de Phocas)
Domentziolus (en grec : Δομεντζίολος) ou Domnitziolus (en grec : Δομνιτζίολος) est un curopalate et général byzantin, neveu de l'empereur Phocas (emp. 602–610). Il accède à ses hautes charges lors du règne de son oncle et devient l'un des commandants supérieurs de l'armée byzantine lors des premières étapes de la guerre perso-byzantine de 602-628. Ses défaites entraînent la chute de la Mésopotamie et de l'Arménie, ainsi que l'invasion de l'Anatolie par les Perses. En 610, Phocas est renversé par Héraclius, et Domentziolus est capturé puis condamné à mort, mais échappe finalement à sa sentence.

## Biographie

### Origines
La parenté exacte de Domentziolus n'est pas claire : Phocas a deux frères connus, Comentiolus et Domentziolus, ce dernier ayant été parfois suggéré comme le père de Domentziolus le jeune. Peu après l'accession à la dignité impériale de Phocas en 603, Domentziolus le jeune est élevé aux titres de vir gloriosissimus, patricius et curopalate,.
D'après la hagiographie de Théodore de Sykéon, Domentziolus est marié à une certaine Irène et a trois fils.

### Général à l'Est

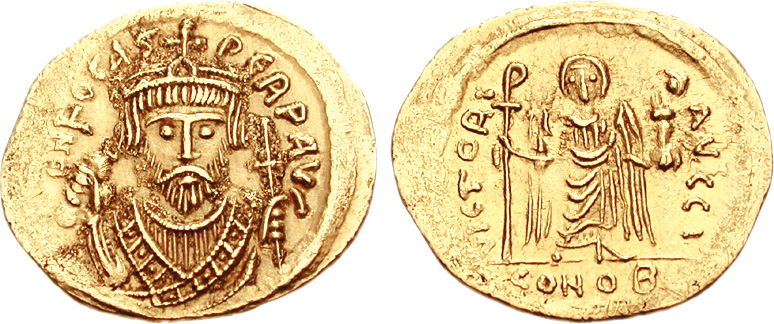
Solidus en or de l'empereur Phocas (emp. 602–610).

Domentziolus, cependant, est plus connu comme général lors de la guerre perso-byzantine de 602-628. L'accession de Phocas à la dignité impériale n'est reconnue ni par le chah sassanide Khosro II, ni par Narsès, le gouverneur byzantin de la province de Mésopotamie. Les deux s'allient alors contre Phocas, et Narsès réunit ses troupes à Édesse, en attendant les renforts sassanides,. En 604, Phocas nomme Domentziolus magister militum per Orientem et l'envoie affronter les Perses. Ses prédécesseurs, Germanus et Leontius ont tous deux été défaits : le premier est tué au cours d'une bataille et le deuxième est rappelé puis emprisonné par Phocas,,.
D'après la Vie de Théodore de Sykéon, Domentziolus tombe dans une embuscade dressée par les Perses mais parvient à s'enfuir. En 604/605, il parvient à encercler Narsès et ses troupes puis le persuade de se rendre en lui garantissant son intégrité physique. Phocas, cependant, exécute Narsès en l'envoyant au bûcher,,. À peu près au même moment, Dara, une importante ville byzantine de Mésopotamie, tombe aux mains des Perses. Khosro, au lieu de simplement piller les provinces byzantines, entreprend leur conquête. En 607, il lance une invasion simultanée de la Mésopotamie et de l'Arménie.
Les forces byzantines ayant déjà souffert de lourdes pertes sur le front perse au cours de confrontations précédentes, Domentziolus est incapable de s'opposer aux raids sassanides en 605. Par ailleurs, il n'a que peu de chances de recevoir des renforts de Constantinople. Phocas conclut des traités de paix avec les Lombards et les Avars dans une tentative de renforcer son contrôle sur ses provinces de la péninsule italienne et des Balkans. Il a ainsi déjà privé les Balkans de la plupart de leurs forces militaires, les réassignant au front perse. Mais cette politique se retourne contre lui lorsque la province doit faire face à une invasion de Slaves, mettant Thessalonique particulièrement en danger.
Alors qu'une force perse sous le commandement de Schahr-Barâz parvient à prendre le contrôle d'Amida, Domentziolus concentre ses efforts sur une seconde force dirigée par Shahin Vahmanzadegan, mais il est sévèrement battu à proximité de Theodosiopolis (aujourd'hui Erzurum). Les Perses sont alors en mesure de récupérer la plus grande partie de la Persarménie, cédée à l'empire byzantin en 591. En 608, Schahr-Barâz et Shahin continuent leurs efforts respectifs pour conquérir la Mésopotamie et l'Arménie.
En 609, la conquête sassanide des deux régions est presque complète. Shahin dirige ensuite une invasion de la Cappadoce. Les forces de Domentziolus sont dépassées alors qu'un autre parent de Phocas nommé Sergius, peut-être magister militum per Armeniam, tente de s'opposer aux envahisseurs et est tué au combat. Shahin parvient à capturer Caesarea Mazaca (aujourd'hui Kayseri), la principale ville de la région. Ses forces sont alors en mesure de mener des raids « jusqu'à Chalcédoine » en Bithynie, à proximité de Constantinople.

### Chute du régime
Entretemps, un autre front s'ouvre : l'exarchat de Carthage, dirigé par Héraclius l'Ancien, se révolte contre Phocas. En 609-610, la situation devient désastreuse pour Domentziolus et les fidèles de Phocas : leur défense contre les Sassanides a échoué, des forces perses occupant la Mésopotamie, l'Arménie, la Syrie et les provinces anatoliennes ; des forces rebelles byzantines tiennent l'Afrique et l'Égypte ; des Slaves occupent le nord de la préfecture prétorienne d'Illyrie ; à Thessalonique et plusieurs villes d'Anatolie et de Syrie, les Bleus et les Verts s'affrontent ouvertement ; dans certaines zones de Syrie, les Juifs se révoltent et lynchent des Chrétiens. Même à Constantinople, la foule raille Phocas pour son amour de la boisson, sous-entendant un alcoolisme.
En 601, Schahr-Barâz s'approche d'Antioche. Mais contrairement aux rebelles d'Afrique, le front perse n'est pas le danger le plus imminent. Après s'être assuré du contrôle de l'Égypte, les rebelles d'Afrique entament l'invasion de la Syrie et de Chypre alors qu'une importante flotte dirigée par Héraclius le Jeune, l'un des fils de l'exarque, fait route vers Constantinople. Des renforts venus de Sicile, de Crète et de Thessalonique se joignent à lui. Les rebelles atteignent Constantinople en octobre 610. Pour défendre la ville, Phocas ne dispose que des Excubites de sa garde personnelle et des forces irrégulières des Bleus et des Verts, les factions de l'hippodrome. Priscus, le commandant des Excubites, choisit ce moment pour rejoindre Héraclius, ayant apparemment secrètement conspiré depuis quelque temps. Les Verts changent également d'allégeance. Constantinople tombe alors avec une relative facilité .
Héraclius le Jeune devient le nouvel empereur byzantin. Phocas est exécuté aux côtés de plusieurs de ses parents et fidèles. Domentziolus est également condamné à mort, mais il est gracié puis relâché grâce à l'intercession de Théodore de Sykéon. Plus rien n'est connu de sa vie après cet épisode.